# Funitel
 (juillet 2017).
Si vous disposez d'ouvrages ou d'articles de référence ou si vous connaissez des sites web de qualité traitant du thème abordé ici, merci de compléter l'article en donnant les références utiles à sa vérifiabilité et en les liant à la section « Notes et références ».

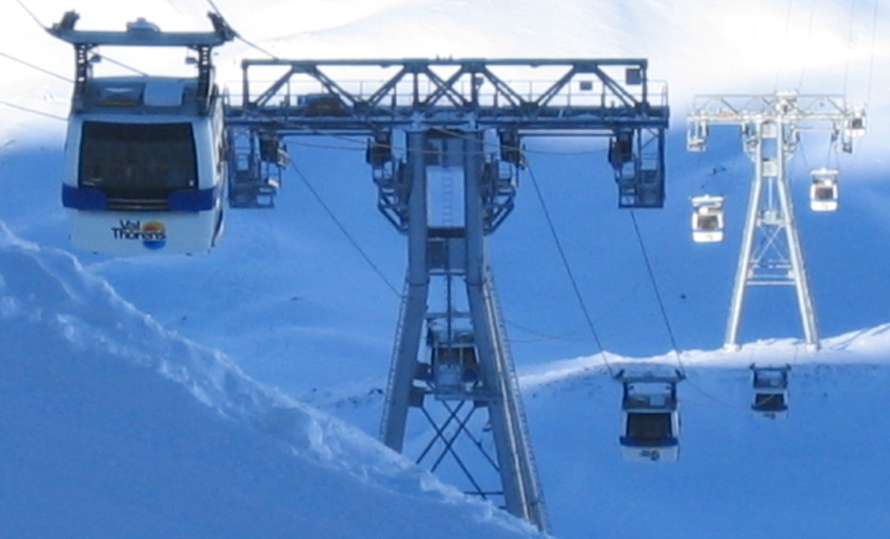
Funitel du Grand Fond à Val Thorens.

Le funitel est un système de remontée mécanique à voie large : les véhicules, généralement équipés d'attaches débrayables comme sur les télécabines, sont suspendus à deux câbles porteurs-tracteurs formant une voie d'environ 3,20 m. Les véhicules transportent en règle générale une trentaine de passagers. Les câbles constituant la voie peuvent être composés de deux boucles distinctes ou d'une double boucle d'un seul câble. L'entraînement de ces deux boucles de câbles peut être assuré par 2 treuils distincts synchronisés ou 1 treuil avec une poulie à double gorge. 
Les avantages du funitel sont une grande stabilité au vent, en raison de la voie large et un débit élevé, les cabines transportant 30 personnes pouvant être plus ou moins espacées sur la ligne. En revanche la complexité du système, en fait deux installations en une, rend la maintenance relativement onéreuse, et le fait que les câbles sont à la fois porteurs et tracteurs en fait le téléporté gros débit le plus consommateur en énergie.

## Réalisations
Le premier funitel est celui de Peclet (qui est un prototype) construit à Val Thorens (France) en 1990 par les entreprises Reel et Städeli-Lift en collaboration avec les ingénieurs de la SETAM, sous maîtrise d'œuvre Denis Creissels SA. Plusieurs autres funitels ont depuis été mis en service en France : Val Thorens (Grand Fond, puis Bouquetin et Thorens), La Plagne (Funiplagne), Alpe d'Huez, Super-Besse (funitel de la Perdrix), en Suisse (Verbier et Crans-Montana), en Autriche (Kaprun/Kitzsteinhorn, Hintertux, Zillertal, Ischgl, Sankt Anton am Arlberg), aux États-Unis (Squaw Valley), en Grèce (mont Parnès), en Andorre (Funicamp), ou encore au Japon (funitel de Hakone).

## Liste des funitels dans le monde

### Andorre
- Encamp : Funicamp

### Autriche
- Sankt Anton am Arlberg : Galzigbahn
- Ischgl : Silvrettabahn
- Kitzsteinhorn (Kaprun) : Gletscherjet I
- Hintertux : Gletscherbus I, II, III

### États-Unis
- Palisades Tahoe : Gold Coast Funitel

### France
- Val Thorens : funitel de Péclet, funitel du Grand Fond, funitel des 3 Vallées, funitel de Thorens
- La Plagne : Funiplagne Grande Rochette
- Alpe d'Huez : funitel Marmottes III
- Super-Besse : funitel de la Perdrix

### Grèce
- Athènes : funitel du Mont Parnès

### Japon
- Tokushima : funitel Hashikurasan
- Hakone : funitel de Hakone
- Tanigawadake Tenjindaira Ski Resort, Minakami : Tanigawadake Ropeway
- Yamagata Zaō Onsen Ski Resort, Yamagata : Zaō Ropeway

### Slovaquie
- Bratislava : usine Volkswagen, utilisé pour le transport des voitures
- Jasná : funitel Priehyba-Chopok

### Suisse
- Verbier : Funispace
- Crans-Montana : funitel de la Plaine Morte

## Technique

Schéma de la double boucle des câbles d'un funitel.

Le concept technologique du funitel a été inventé par Denis Creissels SA. Il dérive de celui des téléportés de type DMC (Double MonoCâble), issue du même cabinet d'ingénierie, une catégorie d'appareils employant deux câbles porteurs-tracteurs rapprochés, construit à partir de 1984 (le DMC du Pontillas à Serre Chevalier) et jusqu'à la fin des années 1980. Le funitel se démarque cependant par l'espacement de ces deux câbles nettement plus élevé, permettant d'assurer un fonctionnement même par vents violents.
Comme les DMC, le funitel de Péclet emploie 2 câbles parallèles, 2 systèmes de tension et 2 moteurs parfaitement synchronisés. Cette technologie a ensuite été reprise par Poma sur ses funitels jusqu'en 2008.
En parallèle de la technologie DMC, Doppelmayr, développe le DLM (Double Loop Monocable), qui n'utilise qu'un seul et même câble, renvoyé par deux fois dans les gares. Cette technologie est désormais également utilisée par Pomagalski qui l'a mise en place sur le funitel de la Perdrix à Super-Besse en 2008. 
Un funitel a l'inconvénient de consommer beaucoup d'énergie électrique et de nécessiter une lourde maintenance (notamment en raison du remplacement périodique des câbles) et, pour l'usager, de voyager généralement debout, regroupé à une vingtaine ou trentaine de personnes par cabine, comme pour un transport en commun. Il est concurrencé sur le créneau de la tenue au vent par le téléphérique funifor, et sur le créneau du débit horaire par les téléphériques débrayables 2S et 3S, économiques en fonctionnement, le téléphérique 3S possédant également une très bonne tenue au vent.